# Orikum (kommunhuvudort i Albanien)
Orikum är en kommunhuvudort i Albanien. Den ligger i distriktet Rrethi i Vlorës och prefekturen Qarku i Vlorës, i den sydvästra delen av landet. Orikum ligger 7 meter över havet och antalet invånare är 2 604.
Terrängen runt Orikum är varierad. Medelhavet är nära Orikum åt nordväst. Närmaste större samhälle är Vlorë, 15,8 km norr om Orikum. 
Öster om Orikum finns jordbruksmark och på västra sidan skog.